# Processivité
En biologie moléculaire et en biochimie, la processivité  est la capacité d'une enzyme à catalyser des réactions successives sur une même molécule, sans la relâcher. Ceci s'applique en particulier aux polymérases, qui réitèrent des allongements d'un substrat en associant successivement des monomères ; ainsi, plus la processivité est élevée, plus la longueur des polymères produits en une fois est importante.
Pour les ADN polymérases, par exemple, la processivité correspond au nombre moyen de nucléotides ajouté au brin d'ADN en cours de synthèse, sans que la polymérase se détache du brin matrice. Il existe ainsi différentes sortes d'ADN polymérases dans la plupart des cellules, qui se différencient par leur processivité. Les ADN polymérases qui participent à la réplication de l'ADN ont une processivité très élevée (>100 000). D'autres ADN polymérases qui interviennent par exemple dans la réparation de l'ADN ont une processivité plus faible  (quelques centaines).
Une enzyme peu processive est dite distributive.

## Définition
La fixation de la polymérase sur un substrat de longueur n suit un équilibre classique, suivant le schéma suivant :
{\displaystyle E+{{S}_{n}}{\underset {{k}_{off}}{\overset {{k}_{on}}{\longleftrightarrow }}}E:{{S}_{n}}} avec 
{\displaystyle {{K}_{d}}={\frac {[E][{{S}_{n}}]}{[E:{{S}_{n}}]}}={\frac {{k}_{off}}{{k}_{on}}}}
Soit une polymérase qui a déjà synthétisé un polymère de longueur n auquel elle est fixée. Deux évènements sont alors possibles :
- Elle peut se dissocier de son substrat, suivant le mécanisme ci-dessous :

{\displaystyle E:{{S}_{n}}{\xrightarrow {{k}_{off}}}E+{{S}_{n}}}
- Elle peut allonger le substrat de 1 monomère, en suivant le schéma suivant (dans des conditions de pseudo-premier ordre, où le monomère est en concentration saturante) :

{\displaystyle E:{{S}_{n}}{\xrightarrow {{k}_{cat}}}E:{{S}_{n+1}}}
Le ratio de probabilité de ces deux évènements est égal au rapport des constantes cinétiques kcat et koff. Ces deux constantes ont toutes deux pour dimension l'inverse d'un temps (s-1). Ce rapport est donc un nombre sans dimension, que l'on appelle par définition la processivité de l'enzyme. Il est égal à la longueur moyenne <L> des polymères que synthétise la polymérase avant de se dissocier du substrat :
Processivité = {\displaystyle <L>={\frac {{k}_{cat}}{{k}_{off}}}}

## Processivité des ADN polymérases

### Facteurs de processivité

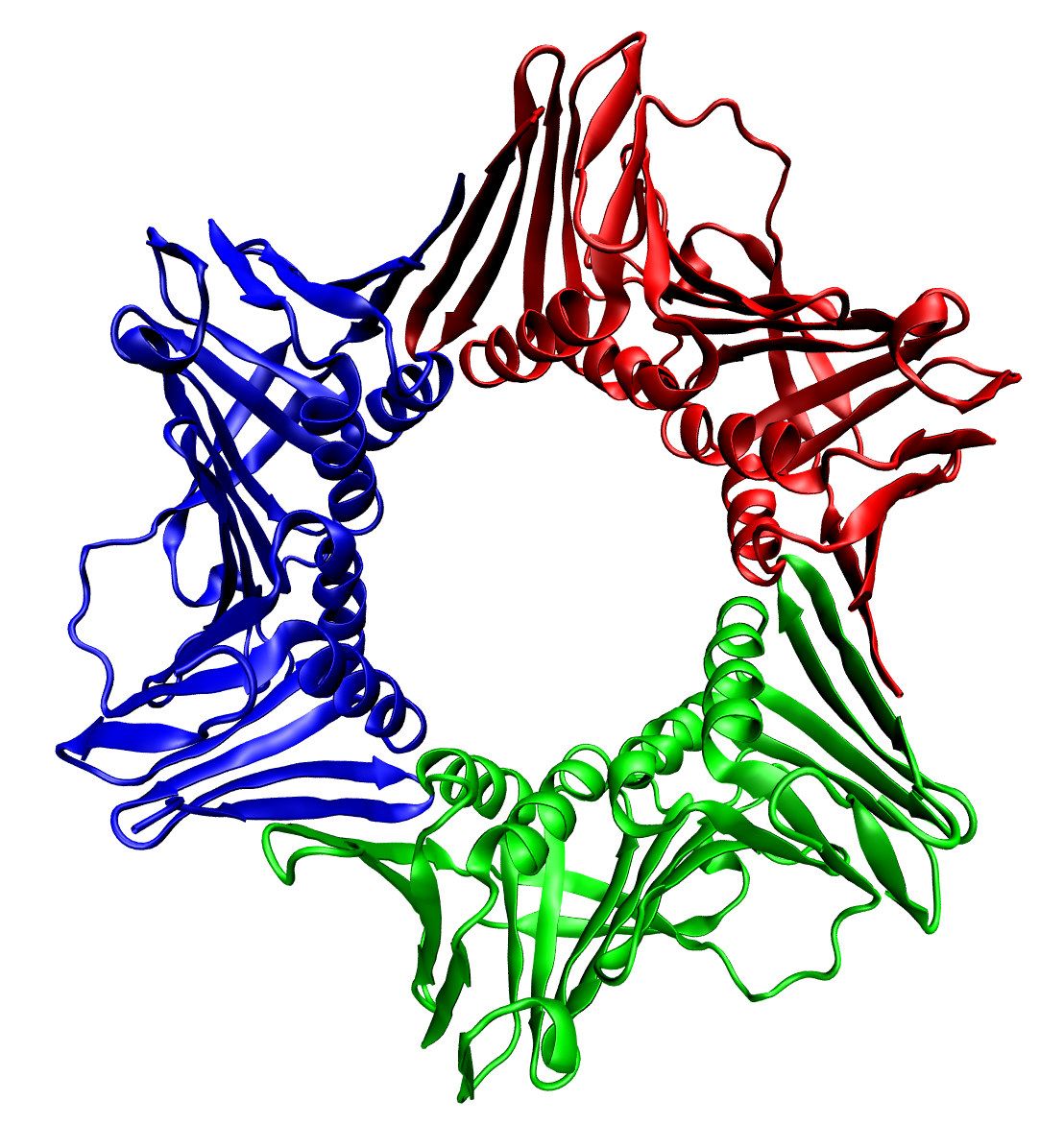
Structure de PCNA, le facteur de processivité des ADN polymérases eucaryotes participant à la réplication de l'ADN

Les ADN polymérases réplicatives ont une processivité intrinsèque faible, qui est considérablement augmentée par la fixation de facteurs spécifiques, appelés facteurs de processivité. Il s'agit de protéines ayant une structure oligomérique en anneau qui s'assemblent autour de la double-hélice d'ADN le long de laquelle ils peuvent coulisser. Ils se lient aux ADN polymérases qu'ils empêchent de se dissocier, rendant leur processivité quasi-infinie. On trouve deux sortes de facteurs de processivité :
- PCNA chez les eucaryotes.
- La pince β (beta clamp) chez les bactéries

Ces facteurs de processivité sont associés aux ADN polymérases au sein du complexe appelé réplisome, au niveau des fourches de réplication.

### Types d'ADN polymérases
Chez la plupart des espèces vivantes, on trouve une variété d'ADN polymérases de processivités différentes, pour répondre aux différents besoins de la cellule. Les ADN polymérases réplicatives ont une processivité très élevée lorsqu'elles sont associées à leur facteur de processivité, c'est le cas des ADN polymérases δ et ε chez les eucaryotes et de l'ADN polymérase III d' Escherichia coli. En revanche, les ADN polymérases impliquées dans les mécanismes de réparation comme l'ADN polymérase I d' Escherichia coli ou l'ADN polymérase α eucaryote sont des polymérases peu processives qui ne synthétisent que des fragments de quelques dizaines à quelques centaines de nucléotides.

## Autres types d'enzymes processives
Parmi les autres enzymes processives connues, on peut citer d'autres enzymes de type polymérases, comme les ARN polymérases, qui transcrivent les ARN à partir d'ADN, la poly-(A) polymérase les transcriptases inverses des rétrovirus ou encore la polynucléotide phosphorylase. 
On peut aussi parler de processivité pour un certain nombre d'enzymes hydrolytiques qui peuvent agir de manière répétée et séquentielle sur le même substrat, comme les exonucléases, les aminopeptidases, les carboxypeptidases ou les cellulases.